# Fehér Ákos
Fehér Ákos (Hatvan, 1980. június 18. –) magyar színész.

## Életpályája
1980-ban született. A Gór Nagy Mária Színitanodában ismerkedett meg a színészet alapjaival. 2006-tól a Győri Nemzeti Színház tagja. 2016–2019 között szerezte diplomáját a Színház- és Filmművészeti Egyetem drámainstruktor szakán.

## Színházi szerepei
- William Shakespeare: Szentivánéji álom - Puck
- Kormos István - Vas Judit Gigi: A pincérfrakk utcai cicák - Bilkeygorzó
- Szerb Antal: Képtelen királyság - Zizigán
- Dés-Nemes-Böhm-Korcsmáros-Horváth: Valahol Európában - Leventeoktató
- Kszel Attila: Tűzön-vízen át ...Orlai Petrich Soma / udvaronc
- Kszel Attila: Hanyistók ...Pál, a várnagy
- Tamási Áronː Énekes madár ...Tamási Áron
- Mark Twainː Tom Sawyer kalandjai ...Billy Fischer
- Lionel Bart: Oliver! ...Kocsmáros
- Zalán Tibor: Aranykulcsocska ...Pierrot / Denevér
- Szente Vajk – Galambos Attila – Juhász Levente: Puskás, a musical ...Rendőr
- Jávori Ferenc Fegya – Miklós Tibor – Kállai István – Böhm György: Menyasszonytánc ...Tizedes, Raktáros
- Szilágyi Andor: Leánder és Lenszirom ...Leánder
- Sylvester Lévay – Michael Kunze: Elisabeth ...Schwarzenberg báró
- Kszel Attila: La Fontaine, avagy a csodák éjszakája ...George
- Szabó Magda: Régimódi történet ...Stenzinger Géza / Sámy
- Tanádi István: Szibériai csárdás ...Kálmán Imre, zeneszerző
- Huszka Jenő – Bakonyi Károly – Martos Ferenc: Bob herceg ...Gipsy, pék
- Anotn Pavlovics Csehov: Sirály ...Misa
- Szörényi Levente – Bródy János: István, a király ...Sebestyén, Pap, Térítő
- Shakespeare: Makrancos Kata ...Szabó
- Makszim Gorkij: Éjjeli menedékhely ...Golyvás
- Ábrahám Pál – Löhner-Beda – Alfred Grünwald: Bál a Savoyban ...Maurice
- Molnár Ferenc: A Pál utcai fiúk ...Boka
- Boris Pasternak: Doktor Zsivágó ...Tolja/Paraszt
- Beatles.hu
- Ilja Ilf – Jevgenyij Petrov: Tizenkét szék ...Nyikesa - színész4 - sakk klub tagja - Fehérköpenyes - Bulgakov
- Shakespeare: Vízkereszt, vagy bánom is én ...Sebastian
- Petőfi Sándor: A helység kalapácsa ...Bagarja
- Rice-Webber: Jézus Krisztus szupersztár ...Fülöp
- Egressy Zoltán: Június ...Futár
- Móricz Zsigmond: Úri muri ...Józsi, pincér
- Benny Anderson –Tim Rice – Björn Ulvaeus: Sakk, a musical ...énekkar
- Wildhorn – Knighton: A Vörös Pimpernel ...Coupeau, Chauvelin segédje
- Márton Gyula: Csinibaba ...Giuseppe, dzsigoló
- Victor Hugo: A nevető ember ...Clarence
- Kszel Attila: Al Addin ...Resley ezredes
- Szomory: Györgyike, drága gyermek ...Operaénekes halász
- Shakespeare: Hamlet - Mercellus
- Jonathan Larson: Rent - Steve
- Eisemann Mihály – Somogyi Gyula – Zágon István: Fekete Péter ...Badilla, Sofőr, Virág altábornagy
- Bulgakov: Moliere, avagy álszentek összeesküvése ...Zacharine Moirron
- Shaffer: Equus ...Fiatal lovas
- Dobozy – Korognai: A tizedes meg a többiek ...I. nyilas
- Várkonyi – Béres: Egri csillagok ...Vitéz
- Fenyő Miklós – Tasnádi István: Made in Hungária ...Sampon
- Fosse – Kander – Ebb: Chicago ...szereplő
- Jane Austen: Büszkeség és balítélet ...Fitzwilliam

## Filmes és televíziós szerepei
- Zsaruvér és Csigavér 3: A szerencse fia (2008)
- Jóban Rosszban (2018) ...Rudas Levente